# Laski Gubińskie
Laski Gubińskie – zlikwidowany kolejowy przystanek osobowy i posterunek odstępowy na linii kolejowej nr 358 we wsi Dzikowo, w powiecie krośnieńskim w województwie lubuskim, w Polsce.